# T9
T9（ティーナイン、Text on 9 keys）は、アメリカ合衆国のテジック・コミュニケーションズ（現在はニュアンス・コミュニケーションズに合併）が開発したシングルタップによる文字入力方式である。アメリカでは特許を取得している。
T9入力では少ないタップ回数での文字入力が可能である。PDAや携帯電話などの限られたキーの中で、効率よく文字入力ができる。

## 概要
T9は各キーに割り当てられている文字の頭文字を1回ずつ入力するだけで、あとに続く文字を含む単語に変換することができる。例えば「こんにちは」は「かわなたは」（一般的な日本の携帯電話では「20546」）と入力すると候補として表示される。いくつもの単語が予測できる場合、例えば「かあかあ」では「こうかい」、「けいかい」、「かいかい」、「こうこう」、「くうこう」などの候補が表示される。
本方式はトグル入力よりも少ないキーストローク数で文字入力が可能なことが長所である一方、日本語の場合習得までに少々困難を伴うこと、入力ミスを起こしやすいこと、注意深く使用しないと全く意味の異なる文章が作成される可能性があること（英語では"textonyms"や"T9onyms"と呼ばれる）が短所として挙げられる。ただし、入力ミスについてはXT9では自動補正機能が搭載されている。

## 日本語入力
日本ではデンソー製端末J-DN31に初搭載された。日本語の場合、オリジナルのT9では読み方のみ変換されるので別途漢字変換を行う必要がある。前述の「かあかあ」で「こうかい」を選択した場合は「公開」、「後悔」、「航海」、「公海」などから選ぶことになる。
NECカシオ モバイルコミュニケーションズ（旧NEC含む）製NTTドコモ・ソフトバンクモバイル向け携帯電話（スマートフォン含む）に搭載されている。スマートフォンの場合、これらのキャリア向け以外でもau（KDDI・沖縄セルラー電話連合）向け機種ではG'zOne IS11CA（カシオブランド）やMEDIAS BR IS11NなどがT9入力が可能になっている。以前はパナソニック製FOMA端末にも採用されていた。
NECが日本語向けに改良したT9ダイレクトでは入力時にすでに漢字変換されたものが候補に挙がる。ただし同訓異字や同音異義語については従来と同様に変換操作を行わなければならない。T9ダイレクトは同社製NTTドコモ向け携帯電話のmova N506i、FOMA N900iS以降の機種に搭載されている。ただし、同社開発の日本語入力システムのMogic Engineが搭載されるようになってからは操作自体に変更は無いものの、「T9ダイレクト」という表現は消えている。